# André Charton
Pour les articles homonymes, voir Charton.
Compléments
Chevalier de la Légion d'honneur, Commandeur du Mérite agricole
André, Anicet, Eugène Charton est un vétérinaire français, né le 28 septembre 1911 à Ossey-les-Trois-Maisons (Aube) et décédé le 7 avril 1976 à Créteil (Val-de-Marne), qui fut professeur de pathologie médicale du bétail et des animaux de basse-cour à l’École nationale vétérinaire d’Alfort, puis directeur de cette École.

## Biographie
Très tôt orphelin de père (tué à l’armée en 1918), puis de mère, il devint pupille de la Nation à 8 ans et fut confié à la tutelle d’un oncle par alliance. Élève brillant, interne au lycée de Troyes, il obtint deux citations au concours général, l’une en thème latin, l’autre en physique, et le double baccalauréat, philosophie et mathématiques.
Admis en 1931 à l’École nationale vétérinaire de Toulouse, il en sortit en 1935 avec une médaille de vermeil, distinction très rarement accordée. Après trois mois à l’École de cavalerie de Saumur, major de sa promotion, il choisit l’École du génie de Versailles où il effectua son service militaire.
En 1936, il soutint sa thèse de doctorat vétérinaire sur l’anaplasmose bovine en France, préparée sous la direction du professeur Cuillé, et se maria avec Magdeleine Quinet dont il eut deux filles. Après concertation sur son avenir entre ses maîtres toulousains, les professeurs Cuillé et Darraspen, et leurs collègues alforiens, les professeurs Robin et Lesbouyriès, il entra en tant qu’assistant dans la chaire de pathologie médicale de l’École vétérinaire d’Alfort et
devint chef de travaux (15 mai 1937).
Sa préparation au concours d’agrégation, sous la tutelle du professeur Lesbouyriès, fut interrompue par la déclaration de la seconde guerre mondiale et un séjour en tant que prisonnier pendant plusieurs mois dans un oflag d’Allemagne, puis fut couronnée de succès en novembre 1943.
Pendant huit années, il assura une grande partie de la marche du service de médecine, tout en suivant des cours à la faculté de droit de Paris qui lui permirent d’être licencié de droit, diplômé d’études supérieures de droit public. Maître de conférences en 1950, il fut chargé d’organiser la clinique ambulante en 1952 et s’y consacra pleinement pendant dix ans.
Professeur en 1953, chargé du cours de pathologie générale et de sémiologie médicale, il devint titulaire, en 1960, de la chaire de pathologie médicale du bétail et des animaux de basse-cour.

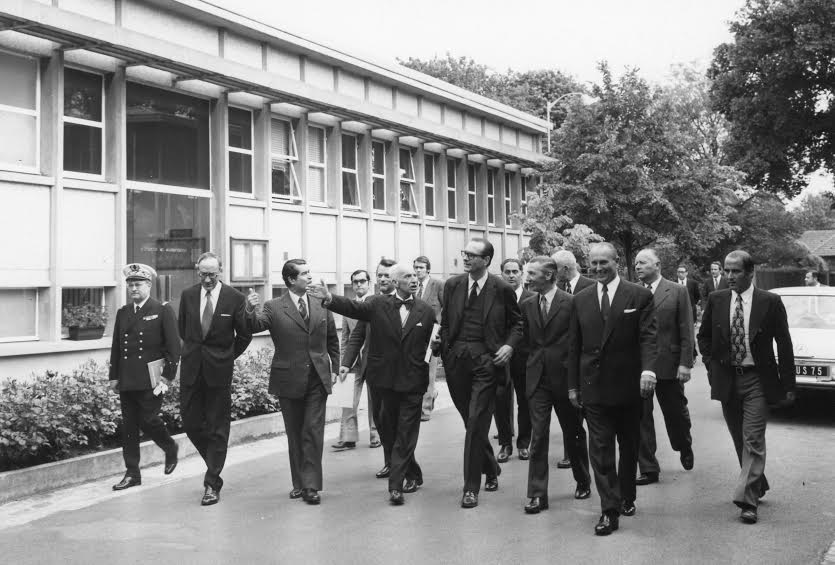
Visite de l'École d'Alfort par Jacques Chirac, ministre de l'Agriculture, sous la conduite du directeur André Charton, à sa droite

En novembre 1964, il devint directeur de l’École nationale vétérinaire d’Alfort et pendant « deux périodes consécutives de cinq ans, il eut la périlleuse mission de conduire l’École à travers les vicissitudes d’une époque passablement mouvementée…ce qu’il fit avec prudence, perspicacité, patience et diplomatie ». En particulier, il fit accepter l’idée d’un centre d’application situé à Champignelles, (Yonne), dédié aux animaux de rente et proposé par le professeur Lagneau, et fit aboutir le projet.

## Œuvres et publications
Seul ou en collaboration, notamment avec son ami le docteur-vétérinaire Faye, André Charton a présenté plus de 100 communications ou publications dans diverses sociétés savantes, en particulier l’Académie des sciences, l’Académie vétérinaire, la Société de biologie, et dans divers journaux scientifiques comme le Recueil de Médecine vétérinaire, les Cahiers de médecine vétérinaire, etc..
En collaboration avec le professeur Lesbouyriès, il a publié un ouvrage de 480 pages consacré à la Nutrition des mammifères domestiques (bases physiologiques).

## Personnalité

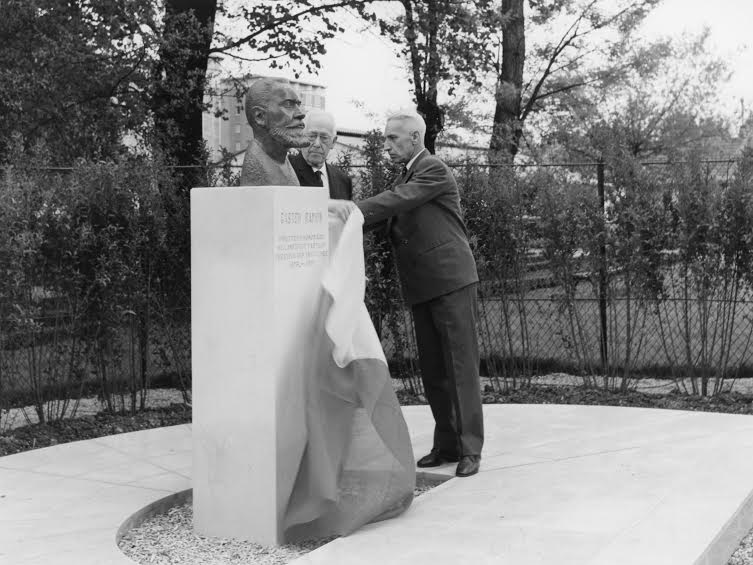
Inauguration du buste de Gaston Ramon par le directeur André Charton lors du bicentenaire de l’École d'Alfort en 1967

Dans les semaines ayant suivi le décès de son collègue et ami, le professeur Henri Drieux lui a rendu un hommage dans le Recueil de Médecine vétérinaire reflétant parfaitement la personnalité et le comportement d’A. Charton, et laissant transparaitre à la fois la qualité de son amitié et l’intensité de sa peine ressentie à la suite d’un décès précoce et inattendu : « De taille moyenne, d’allure svelte, le visage glabre, plutôt anguleux, les cheveux précocement blanchis rejetés en arrière, la lèvre inférieure un peu tombante, le nez fort et légèrement busqué, les sourcils fournis abritant un regard vif et pénétrant, le Pr Charton apparaissait exceptionnellement avec le sourire en public. Il émanait de toute sa personne une impression de sérieux et de réfléchi qu’accentuait encore un vêtement de coupe classique, toujours soigneusement boutonné. En dépit de cette apparence plutôt austère, il était facilement abordable et les employés de l’École ne manquaient pas d’en profiter lorsque, tous les matins, arrivé le premier, il faisait son petit tour dans les avenues, tout comme les étudiants allaient même jusqu’à en abuser lorsqu’ils créaient autour de lui de véritables petites tribunes en plein air. Il lui arrivait de fleurir son propos d’anecdotes qui faisaient apparaitre sur son visage un discret sourire ou une moue malicieuse interrogative. Sa pensée facilement vagabonde sautait rapidement d’un sujet à l’autre, à tel point que l’interlocuteur, se demandant s’il restait toujours bien pénétré du sujet primitif de la conversation, se trouvait agréablement surpris de le voir, au sortir de toutes ces incidentes, proposer la solution au problème posé. S’il lui arrivait d’avoir à exprimer une opinion ou un jugement qu’il pensait sévères, il le faisait alors d’une voix contenue, serrant les dents, et se frottant nerveusement les mains, comme s’il regrettait d’avoir à prononcer de telles paroles. Car un des traits dominants de son caractère était la tolérance ».
Les étudiants appréciaient les analyses très vivantes, assorties de nombreuses anecdotes qu'A.Charton délivrait au cours des visites de la clinique ambulante; chez les praticiens d'une région parisienne encore riche, à l'époque, de productions animales.
D'un contact facile, le professeur était toutefois d'une familiarité réservée qui laissait une part d'ombre à sa personnalité.
L'enseignement magistral d'A. Charton, très bien structuré et sans emphase, intéressait toujours ses élèves.

## Académies, sociétés, distinctions et hommages
André Charton était membre de l’Académie vétérinaire de France depuis 1956 et il en fut le président en 1968.Il fut également membre du Comité des sérums et vaccins, du Comité consultatif de la protection sanitaire du cheptel et du Conseil scientifique de trois organismes d’élevage : l’Institut technique de l’élevage bovin, l’Institut technique de l’élevage ovin et l’Institut technique de l’aviculture .
Il fut pendant 20 ans responsable du service vétérinaire à la Semaine de l’agriculture de Paris.

### Distinctions
- Chevalier de la Légion d'honneur (1964)[3]
- Commandeur de l'ordre du Mérite agricole
- Officier de l'ordre des Palmes académiques (1960)